# Leo Ortolani
Leonardo Ortolani, detto Leo (Pisa, 14 gennaio 1967), è un fumettista italiano.
Celebre in particolare per la serie a fumetti Rat-Man, è annoverato fra i più importanti e apprezzati fumettisti italiani.
Le sue opere, dallo stile ironico e pungente, gli sono valse numerosi premi prestigiosi.
Appassionato di cinema, ha realizzato numerose parodie di successo di blockbuster o di grandi saghe cinematografiche, molte delle quali reinterpretate proprio con riferimento al mondo di Rat-Man, come Star Rats, Il Signore dei Ratti, Avarat, 299+1, Ratto e la Quadrilogia dei Sacrificabili.
Dopo la fine della serie Rat-Man, ha pubblicato nuove miniserie a fumetti di genere umoristico e parodistico, ma anche graphic novel di successo di tipo divulgativo, come C'è spazio per tutti, Luna 2069 e Blu tramonto, o socialmente impegnate, come Cinzia e Bedelia.
Ortolani è anche autore di punta di Comics&Science, il progetto di comunicazione scientifica a fumetti del CNR.
La prestigiosa rivista statunitense The Jack Kirby Collector (che da anni studia il lavoro del "Re") lo ha più volte indicato come uno dei migliori eredi di Jack Kirby. Mentre Andrea Plazzi, editor della Panini Comics, ha definito Ortolani "il più grande autore Marvel vivente".
Nel 2014 è stato inserito nella Walk of Fame di Lucca Comics & Games.

## Biografia

### Gli inizi

#### Kirby, Stallone e la geologia
Nato a Pisa nel 1967, nel novembre del 1968 si trasferisce con la famiglia a Parma, dove cresce e a tutt'oggi risiede, con la moglie Caterina Dacci e le figlie adottive Johanna e Lucy Maria.
Sin da piccolo, Ortolani mostrò una grande passione per il mondo dei fumetti, soprattutto per i fumetti di supereroi, e in particolare per I Fantastici Quattro di Stan Lee e Jack Kirby, che influenzeranno il suo stile di disegno e narrazione. Inoltre è sempre stato, sin dall'infanzia, un grande appassionato di cinema, in particolare di blockbuster e di film d'azione, soprattutto dei film di Sylvester Stallone, che è il suo idolo assoluto. I film saranno una delle principali e distintive fonti di ispirazione nel suo lavoro di fumettista.
Dopo aver concluso gli studi superiori, si iscrisse all'Università di Parma, Facoltà di Scienze Matematiche, Fisiche e Naturali, per laurearsi in Scienze Geologiche. Durante il periodo universitario Ortolani disegna i suoi primi personaggi, e il tema della geologia diventa un tormentone dei primi numeri della sua opera principale, Rat-Man.

### Anni novanta

#### Le prime opere e la nascita di Rat-Man
Nel 1989 sottopose alla casa editrice Comic Art due storie: una tragica e l'altra comica. L'editore Rinaldo Traini pubblicò nel giugno 1990 la storia comica sul secondo Spot (supplemento de L'Eternauta dedicato agli esordienti), segnando la nascita di Rat-Man.
Le sconvolgenti origini del Rat-Man valse a Ortolani il premio come migliore sceneggiatore esordiente al Lucca Comics del 1990. Grazie alla visibilità acquisita, Leo iniziò a collaborare con riviste e fanzine indipendenti.
Per la fanzine Made in USA realizzò altre due storie con protagonista Rat-Man (Tòpin! The Wonder Mouse! e Dal futuro!) e diverse parodie di supereroi (tra cui gli X-Men, Fantastici Quattro e Superman).
Le opere più importanti di questo ciclo sono le quattro storie sui Fantastici Quattro, come ideale prosecuzione del lavoro di Jack Kirby. Kirby smise di disegnare Fantastic Four col numero 102: Ortolani realizzò i numeri 103-106, sconvolgendo completamente il gruppo.
Chiamato al servizio di leva nell'Aeronautica Militare, Ortolani trasse spunto dalla vita di caserma raccogliendo le proprie esperienze in un dettagliato diario che divenne lo spunto iniziale per L'ultima burba, una serie di strisce sulla vita militare (con lo stesso Ortolani come protagonista) che vennero poi pubblicate in appendice a Sturmtruppen.
In questo periodo, Ortolani collaborò anche a Starcomìx, rivista umoristica diretta da Luca Boschi e pubblicata da Star Comics, a Totem e a Totem Extra, dove realizzò Gli intaccabili, Clan, Le meraviglie della natura e Le meraviglie della tecnica. In questo periodo realizzò anche le strisce della serie Quelli di Parma, pubblicate sulla Gazzetta di Parma, che parlano della città di Parma e dei suoi abitanti, di cui una selezione è stata raccolta in volume dalle Edizioni Bande Dessinée.
Le storie brevi della serie delle Meraviglie sono poi state riprese anni dopo, raccolte in tre volumi da Panini Comics.

#### La notorietà, la collaborazione con Marvel Italia e la serieRat-Man Collection
La svolta per Ortolani arriva nel biennio 1994-1995.
Nel novembre 1994, Made in USA chiuse, e Leo pubblicò il suo ultimo contributo ai Fantastici Quattro sulla rivista Flex: L'addio al Re!, una breve storia commemorativa che omaggiava lo scomparso Jack Kirby.
Nel maggio del 1995 Leo cominciò a realizzare le storie brevi di Venerdì 12 per la rivista L'Isola che non c'è e in novembre partì la serie Rat-Man per librerie specializzate (bimestrale e autoprodotta dallo stesso Ortolani) con protagonista Rat-Man, pubblicata dapprima dalle Edizioni Foxtrot e successivamente dalle Edizioni Bande Dessinée.
Per le Edizioni Bande Dessinée Leo pubblicò anche lo speciale Squalo, parodia del famoso film, così come del suo pseudo-rifacimento italiano L'ultimo squalo (1980), da cui riprende l'idea della gara di surf: la prima versione di questa storia era stata realizzata da Ortolani a soli 13 anni.
Sempre per Bande Dessinée pubblicò La lunga notte dell'investigatore Merlo (una serie di strisce ispirata al film Casablanca, ristampata poi da Panini Comics), e Rat-Man Speciale Origini, che riproponeva le origini di Rat-Man e la storia Tòpin! The Wonder Mouse! riviste e corrette.
L'opera di Ortolani si afferma grazie ad un umorismo pungente e intelligente, guadagnando all'autore la notorietà: Ortolani usa rispondere che il successo non gli ha dato alla testa: "Sono sempre il solito semplice ragazzo di Betlemme!".
Nel 1995 la Panini Comics (allora ancora chiamata semplicemente Marvel Italia) gli commissionò Rat-Man contro il Punitore, storia breve destinata alla rivista Marvel Magazine (oggi chiusa) e che fu pubblicata nell'ottobre 1996 sulla loro rivista ammiraglia, Wiz.
Nel marzo 1997, cominciò la pubblicazione regolare, con Marvel Italia, della serie trimestrale Rat-Man Collection (si preferisce continuare a chiamarla col nome esteso per distinguerla dalla serie autoprodotta, anche se dal n. 16 di gennaio 2000 dalla copertina della Rat-Man Collection scompare l'ultima parola, rimanendo solo Rat-Man).
Inizialmente la rivista raccoglieva ristampe delle vecchie storie di Rat-Man accompagnate da inediti crossover in cui il protagonista incontrava famosi personaggi della Marvel Comics, come l'Uomo Ragno, Capitan America, Wolverine, il Dottor Destino e Elektra (la realizzazione di questi team-up fu possibile perché a quell'epoca la Marvel Italia era una filiale dell'editore americano di fumetti Marvel Comics). Un anno dopo, conclusa la serie autoprodotta con la dodicesima uscita e lo speciale Rat-Man contro Erinni, Ortolani passò definitivamente alla produzione da edicola pubblicando le storie inedite a partire dal quinto numero di Rat-Man Collection, che divenne bimestrale.

### Anni duemila

#### Parodie di successo e la serie animataRat-Man
Su Rat-Man Collection venne ristampato anche tutto il materiale realizzato nella precedente attività "indipendente", affiancato da storie speciali "fuori-serie" come Star Rats (parodia del Guerre stellari di George Lucas) e Il Signore dei Ratti (ispirato all'opera di J. R. R. Tolkien e alla trilogia filmica diretta da Peter Jackson).
Il 14 febbraio del 2002 comincia la pubblicazione regolare di Tutto Rat-Man, ristampa a periodicità inizialmente bimestrale e in seguito quadrimestrale che accorpa in ogni volume due storie di Rat-Man Collection.
Nel 2005 Ortolani realizza Star Rats - Episodio I parodia del film fantascientifico Star Wars: Episodio I - La minaccia fantasma, che risulta l'albo più venduto della Panini Comics nel mese di uscita.
Dal 20 novembre 2006 è stata messa in onda da parte della Rai la serie animata Rat-Man, realizzata da Stranemani e Rai Fiction e supervisionata personalmente da Ortolani, composta da 52 episodi da 13 minuti ciascuno.
I primi episodi sono stati presentati in anteprima a Lucca Comics 2005 e riproposti a Romics, evento tenutosi a Roma dall'8 all'11 dicembre 2005.
Nell'estate 2006 Ortolani ha realizzato gli artwork per la campagna pubblicitaria televisiva per Protezione Civile sui comportamenti corretti da tenere in estate e nei momenti caldi della giornata.
Nel 2007 realizza nei numeri 62 e 63 di Rat-Man Collection 299+1 parodia della graphic novel di Frank Miller 300 e del film che ne è stato tratto. La storia dietro pressioni dei fan viene ristampata in volume unico orizzontale e a colori.
Il fumetto ottenne un ottimo successo, risultando l'albo più venduto della Panini Comics nel mese di uscita, così come i numeri di Rat-Man Collection in cui comparivano le due storie originali separate 299 e +1.
Sia la critica che il pubblico ritennero quest'opera una delle migliori mai realizzate da Ortolani sia per quanto riguarda la sceneggiatura che per i disegni, per una volta molto simili agli originali.
Nel 2009 realizza nei numeri 70 e 71 di Rat-Man Collection le due storie Ratto e Ratto II - La vendetta dedicate alla serie di film di Rambo interpretata da Sylvester Stallone di cui Ortolani è stato sempre un grande appassionato e su cui non poteva "non fare un fumetto". Le due storie verranno poi riproposte a colori nel 2016 in un unico albo dal titolo Ratto.

### Anni duemiladieci

#### Nuove parodie e il progetto diRat-Man Gigante

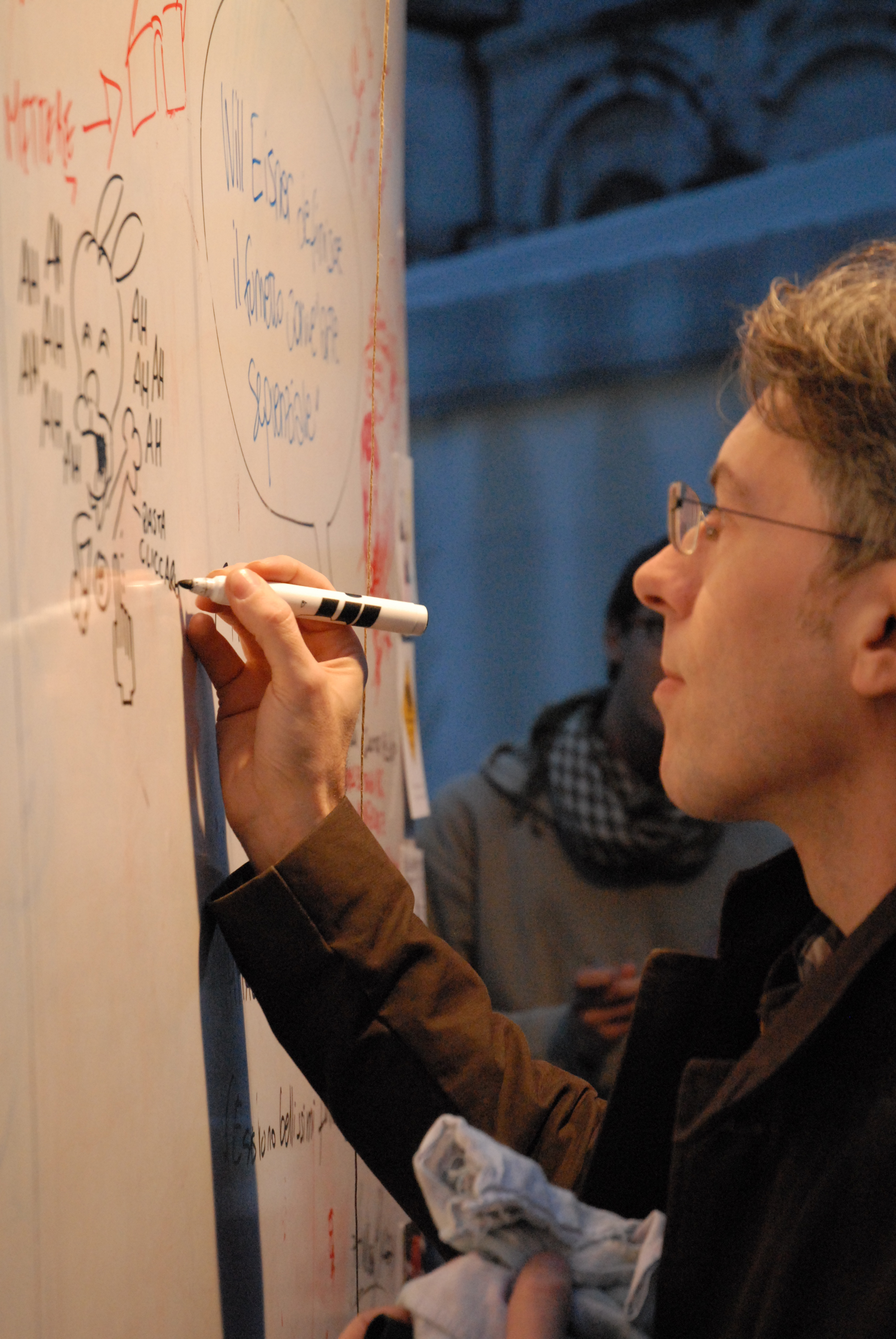
Ortolani disegna Rat-Man sul WikiWall, a Lucca Comics & Games 2010

Nel 2010 realizza Avarat parodia del celebre film di James Cameron, Avatar. Il fumetto viene presentato in anteprima al Lucca Comics and Games 2010.
Nel 2011 realizza nei numeri 82, 83, 84 e 85 di Rat-Man Collection le quattro storie I Sacrificabili, E qualcuno morirà, I Dimenticati e Battaglia a Gerusalemme (che compongono la Quadrilogia dei Sacrificabili) dedicate al film I mercenari - The Expendables di Sylvester Stallone. La quadrilogia si aggiudica il premio "Fede a strisce 2011" a RiminiComix.
Nel 2012 realizza nei numeri 88 e 90 di Rat-Man Collection una parodia delle saghe di Harry Potter e Twilight, poi riproposta a colori nel 2015 in un unico albo dal titolo Il grande Magazzi.
Il 1º novembre 2012 viene presentato in esclusiva al Lucca Comics il volume Allen, parodia dei film Alien e Prometheus di Ridley Scott, poi distribuito a partire dall'8 novembre.
Nel novembre 2013 pubblica Ratolik, parodia ortolaniana di Diabolik, pubblicato nell'originale "formato Diabolik" (12 x 17 cm). Nello stesso periodo disegna anche, per la Panini Comics, una cover variant per Capitan America n. 42 Marvel NOW! n. 6, per realizzare la quale ha preso spunto dai lavori di John Romita Jr. e in particolare dai suoi mostri, che nel disegno di Ortolani assalgono il supersoldato creato da Joe Simon e Jack Kirby.
A partire da marzo 2014 viene pubblicata la ristampa riveduta e corretta, in ordine cronologico, delle sole storie di Rat-Man, dal titolo Rat-Man Gigante, in un formato più grande e differente, che richiama quello dei "Giganti" della storica Editoriale Corno. L'albo contiene anche storie inedite "che altrimenti non uscirebbero più…" e la sezione "Schede", che raccoglie le schede dettagliate di tutte le storie di Rat-Man, nelle quali sono presenti bozzetti originali, articoli e rubriche scritte per l'occasione da Leo Ortolani stesso, come i retroscena dietro alla creazione di ogni storia.
Nel novembre 2014 Ortolani realizza Star Rats - Episodio II, parodia del film Star Wars: Episodio II - L'attacco dei cloni, e l'anno successivo Star Rats - Episodio III, parodia del film Star Wars: Episodio III - La vendetta dei Sith.
Nel 2016 la BAO Publishing pubblica CineMAH presenta: Il buio in sala, che raccoglie le recensioni cinematografiche pubblicate da Ortolani a partire dal 2012 sul suo blog personale. Nella quarta di copertina del nuovo libro Leo Ortolani, appassionato di cinema, in particolare di film d'azione e dei blockbuster, scrive:
Il volume contiene anche alcuni inediti, rimasti nel cassetto fino a quel momento per mancanza di tempo.

#### Rat-Mannumero 100 e la fine della serie a fumetti
Per stessa affermazione di Ortolani, la pubblicazione di Rat-Man sarebbe dovuta cessare col centesimo numero, nel gennaio 2014. Non riuscendo però a portare a compimento le linee narrative della serie, il volume ha invece per protagonista Leo Ortolani stesso e si incentra sul suo rapporto con i suoi personaggi, i lettori e la sua vita da fumettista. L'autore sembra quasi decidere di distruggere il mondo da lui creato in tanti anni per poi fermarsi all'ultimo momento.
Il 19 gennaio 2016, tramite un post sul proprio blog, Leo Ortolani annuncia però la sua decisione di chiudere la serie di Rat-Man, spiegando di aver oramai concluso ciò che aveva da raccontare con le sue storie e il suo personaggio. Dichiara al contempo di voler terminare con un finale adeguato e degno di nota, un'ultima saga in 10 numeri, che inizia col numero 113 di Rat-Man Collection di marzo 2016 e si conclude con il numero 122 di settembre 2017, ultimo numero della relativa testata. Tuttavia Ortolani afferma che difficilmente si separerà del tutto dal personaggio anche in seguito alla conclusione di Rat-Man Collection e che potrebbe occasionalmente pubblicare altre storie con protagonista il ratto. Il 25 novembre 2016 annuncia la realizzazione di alcune nuove parodie a fumetti che vedranno Rat-Man nel ruolo di interprete principale dopo la conclusione della serie regolare, dichiarando:
A conclusione della serie viene stampato un albo speciale, inviato per posta ai partecipanti a un concorso, intitolato La Porta e numerato come numero 123.
Nell'aprile 2017 Leo Ortolani annuncia che sta realizzando un albo a fumetti sull'esplorazione spaziale, intitolato C'è spazio per tutti, con protagonista il ratto. Accanto al protagonista c'è la "versione a fumetti" dell'astronauta italiano Paolo Nespoli. Lo stesso Nespoli, in occasione della presentazione dell'albo a Romics, promette che quando partirà a bordo della Sojuz MS-05 alla volta della Stazione Spaziale Internazionale (ISS), porterà con sé una copia dell'albo, il fumetto ha viaggiato per circa sei mesi nello spazio. Sulla copertina definitiva dell'albo è in primo piano proprio l’astronauta italiano, ritratto da Ortolani con precisione quasi fotografica.
Sempre nell'aprile 2017 Ortolani conferma il progetto della parodia di Playboy, intitolato Ratboy, con Rat-Man come protagonista e con Giorgia Vecchini "ospite della rivista, con copertina, paginone interno e servizio fotografico". L'albo contiene la storia a fumetti Sotto il costume niente!, in cui Rat-Man incontra la versione a fumetti della popolare cosplayer.
Il 5 ottobre 2017, in occasione della fine della serie Rat-Man Collection, viene pubblicato Rat-Man - La fine! Omnibus, un volume dal design identico a quello delle edizioni "Omnibus" dei fumetti Marvel Comics, contenente la saga finale della serie (dal n. 113 al n. 122) e le storie delle origini di Rat-Man, di Tòpin e dell'amore della sua vita, Aima.

#### Le opere successive alla fine della serie
Nel novembre 2017 realizza la prefazione disegnata del Manuale di cinema da combattimento, pubblicato da Magic Press Edizioni, il "testo definitivo" sul cinema d’azione, nato dalle pagine del magazine online I 400 Calci, che Ortolani segue fin dagli inizi e di cui condivide i gusti cinematografici e la linea editoriale e con cui c'è un rapporto di grande stima e citazioni reciproche.
Nel novembre 2018 Ortolani pubblica il suo primo lavoro inedito in cui non è presente Rat-Man, dopo la conclusione della serie che lo ha reso famoso. Si tratta di Cinzia, la prima graphic novel realizzata da Ortolani sotto l'etichetta di BAO Publishing.
Nel marzo 2019 Leo Ortolani annuncia che sta realizzando per la casa editrice Feltrinelli Comics la seconda delle tre graphic novel realizzate in collaborazione con le agenzie spaziali italiana ed europea, dopo il successo di C'è spazio per tutti, nuovamente per protagonista Rat-Man. Stavolta accanto al protagonista è presente la "versione a fumetti" dell'astronauta italiano Luca Parmitano. L'opera si intitola Luna 2069 ed esce a Lucca Comics and Games 2019, in occasione delle celebrazioni per il cinquantesimo anniversario dallo sbarco del primo uomo sulla Luna.

### Anni duemilaventi

#### La pandemia, la collaborazione con Marvel Comics e le nuove miniserie a fumetti
In occasione della Pandemia del 2020 Ortolani pubblica sui suoi social una striscia quotidiana dove il COVID-19 è una sorta di spalla comica. La pubblicazione inizia l'8 marzo, giorno in cui Parma è diventata zona rossa come tutta l'Italia, e termina il 4 maggio, data in cui Ortolani annuncia che le strisce saranno raccolte in un libro intitolato Andrà tutto bene.
Il 19 marzo comincia la pubblicazione regolare della serie Star Rats, la nuova parodia della saga di Guerre stellari, composta di 6 albi e si conclude ad agosto 2020. La serie è anche il seguito della saga di Star Rats iniziata nel 1999.
Nel maggio 2020 Tom Brevoort, editor Marvel che supervisiona la testata Fantastic Four dal 2007, ha presentato ai lettori americani, pubblicandoli sul suo blog, le quattro storie sui Fantastici Quattro realizzate tra il 1992 e il 1994 da Leo Ortolani per la fanzine Made in USA, dopo aver tradotto i dialoghi dall'italiano, dimostrando di aver enormemente apprezzato il lavoro di Ortolani, descritto come una reinterpretazione in stile Alan Moore.
L'11 giugno 2020 Ortolani pubblica nella collana I Robinson edita da Laterza Dinosauri che ce l’hanno fatta, un fumetto che stava "preparando dal 1972".
A settembre Ortolani annuncia che il 29 ottobre 2020 pubblicherà Bedelia, una nuova graphic novel sotto l'etichetta di BAO Publishing, dedicata al personaggio omonimo che in Venerdì 12 spezzò il cuore di Aldo protagonista della saga medesima. Come avvenuto nel caso di Cinzia racconta però una storia totalmente a sé stante rispetto alla saga di origine.
Il 31 ottobre Ortolani annuncia una nuova miniserie con protagonista Rat-Man, intitolata Matana, di 6 uscite complessive, a partire da marzo 2021. Si tratta di un omaggio agli spaghetti western.
Nell'agosto 2021 viene annunciato che Leo Ortolani collaborerà per la prima volta con Marvel Comics in occasione dei festeggiamenti per i 60 anni dei Fantastici Quattro. A novembre, Marvel Comics pubblica infatti uno speciale intitolato Fantastic Four Anniversary Tribute 1, che vede 50 autori, fra cui Ortolani, realizzare il remake di due classici di Stan Lee e Jack Kirby: Fantastic Four 1 del 1961, con la prima apparizione del gruppo, e Fantastic Four Annual 3 del 1965, che presentò il matrimonio fra Reed Richards e Susan Storm.
Nell'ottobre 2021 viene pubblicato Blu tramonto. Si tratta del terzo volume della "Trilogia dello spazio", dopo C’è spazio per tutti (pubblicato da Panini Comics nel 2017) e Luna 2069 (edito invece dalla Feltrinelli Comics nel 2019). Anche quest'opera, pubblicata da Feltrinelli Comics, è stata realizzata con la collaborazione di ASI, Agenzia Spaziale Italiana, come era avvenuto per le due precedenti. Il protagonista del libro è un astronauta (con le fattezze di Rat-Man) in missione nello spazio, che resta a cercare la vita su Marte (un pianeta dal "tramonto blu") nonostante tutti abbiano lasciato perdere. La solitudine lo porta ad avere allucinazioni e a immaginarsi persone fuori contesto (Monica Bellucci, Nicolas Cage e un coro degli Alpini). Alla fine trova la vita ma non si ha modo di sapere se ci sia davvero o se sia la sua immaginazione a giocare brutti scherzi.
Annunciata ad aprile 2022, da settembre 2022 a febbraio 2023 è stata pubblicata la miniserie di sei numeri Night-Man. Si tratta di un omaggio alle saghe horror degli anni ottanta e novanta, in particolare a quella di Nightmare, ma anche a quella altrettanto famosa di Halloween.
Il 2 aprile 2022, in occasione di un grande evento organizzato a Modena dalla Panini Comics per celebrare il venticinquesimo anniversario dalla pubblicazione del primo albo della serie Rat-Man Collection, Ortolani presenta la Rat-Man Saga, dodici volumi e tre cofanetti che racchiudono tutta la saga principale di Rat-Man priva delle parodie corollarie che non facevano parte della continuity del ratto.
In occasione di Lucca Comics & Games 2022, Panini Comics presenta in anteprima l'albo Fantastici Quattro: Speciale anniversario, traduzione italiana di Fantastic Four Anniversary Tribute 1 pubblicato nel 2021 da Marvel Comics. L'albo era già stato inserito da Panini Comics all'interno dell'antologia Noi siamo i Fantastici Quattro edita nel novembre del 2021 e ora viene proposto a sé stante con una copertina realizzata da Leo Ortolani per l'occasione. Infatti, il creatore di Rat-Man, che è anche uno degli autori dei fumetti dell'albo, ambienta l'illustrazione di copertina proprio nella città di Lucca; la scena raffigurata vede gli eroi combattere contro il Dottor Destino sullo sfondo del centro della città toscana, ben riconoscibile dalla rappresentazione della Torre Guinigi.

#### Gli artbook
Nel novembre 2022, Leo Ortolani realizza per la prima volta un artbook. Si tratta di Musa, pubblicato da Feltrinelli Comics. Con i suoi disegni Ortolani vuole rendere omaggio ai grandi maestri del passato come Jack Kirby, John Buscema o Frank Frazetta.
Sempre nel 2022 vince il Premio Nazionale di Divulgazione Scientifica nella sezione speciale “Libri di divulgazione per ragazzi”, con il libro Apollo Credici. Un game book spaziale, da lui illustrato e scritto da Adrian Fartade e Luca Perri
Nel maggio 2023 Leo Ortolani presenta al Salone Internazionale del Libro di Torino 2023 il cofanetto intitolato "Trilogia dello spazio", pubblicato da Feltrinelli Comics, che raccoglie le tre storie che Ortolani ha realizzato in collaborazione con ASI ed ESA sull'esplorazione dello spazio, partendo dalla ISS (C'è spazio per tutti), andando sulla Luna (Luna 2069) e poi su Marte (Blu tramonto). L'edizione Feltrinelli Comics ripubblica le tre storie (la prima era stata originariamente pubblicata da Panini Comics), togliendo tutti i redazionali, lasciando solo le pagine dei fumetti "nette", con una veste grafica omogenea e nuove illustrazioni per le copertine.
Nell'ottobre 2023 realizza per Feltrinelli Comics un mazzo di tarocchi e un secondo artbook intitolato appunto Tarocchi.
Il 6 Novembre 2023 Ortolani annuncia con un post su Instagram che sta lavorando a una nuova miniserie a fumetti dal titolo Gli Infallibili, parodia della serie TV britannica degli anni Sessanta Agente Speciale (nota anche con il titolo originale The Avengers) e del suo sequel Gli infallibili tre (The New Avengers) del decennio successivo, di cui era un appassionato fin da piccolo. Protagonista, con le fattezze di Deboroh La Roccia e gli abiti eleganti di John Steed, è l'agente più maschilista di tutti, l'agente London.
Nel dicembre 2023 realizza la copertina del saggio Rat-Man - La scimmia, il topo e il supereroe di Antonio Mirizzi.
Nel maggio 2024 viene pubblicato il primo di sei numeri della miniserie Gli infallibili e viene annunciato che in occasione dell’edizione 2024 di Lucca Comics & Games – che si svolgerà dal 30 ottobre al 3 novembre – Feltrinelli Comics presenterà un nuovo libro a fumetti di Leo Ortolani intitolato Zodiaco. A giugno Leo Ortolani presenta la miniserie Gli infallibili all'edizione 2024 di Best Movie Comics and Games, di cui è ospite ma anche autore del manifesto ufficiale.
L'8 agosto 2024 viene annunciato che in occasione dei 30 anni di Panini Comics, nata col nome di Marvel Italia nel 1994 come succursale italiana della Marvel Comics, Leo Ortolani tornerà con un albo speciale con protagonista Rat-Man, dal titolo Trentennial Park.
Nel settembre 2024 Ortolani annuncia la pubblicazione a ottobre di un album di figurine dedicato a Rat-Man, realizzato da Panini Comics, che conterrà anche una storia inedita.

## L'opera

### Stile di narrazione
Le storie e le strisce di Leo Ortolani sono prevalentemente di tipo comico, una comicità che si rifà ai personaggi creati da Paolo Villaggio e al genere slapstick, anche se nelle sue opere più mature come Rat-Man riesce ad integrare elementi più seri, facendo convivere la battuta caustica con la generazione di un'epopea di un supereroe ridicolo ma che rasenta l'eroico nel suo imperterrito proseguire nonostante tutto e, soprattutto, nonostante se stesso.

#### Citazioni e riferimenti
Leo Ortolani utilizza spesso la parodia e le citazioni, in particolare verso il genere dei supereroi, soprattutto nella serie Rat-Man, ma frequenti sono anche gli omaggi e le citazioni di blockbuster o di grandi saghe cinematografiche e televisive.
All'inizio della sua produzione realizza, per la fanzine Made in USA, diverse parodie di supereroi (tra cui Superman, l'Uomo Ragno, gli X-Men e i Fantastici Quattro ). Tutta la serie di Rat-Man poi è piena di riferimenti e citazioni di supereroi che hanno fatto la storia del fumetto internazionale, come i Fantastici Quattro, il Dottor Destino, gli X-Men, Wolverine, Elektra, Capitan America, il Punitore. Leo Ortolani, grande appassionato di fumetti di supereroi, in questo modo ha voluto omaggiare i suoi maestri, in particolare Jack Kirby, John Romita Sr. e John Buscema. Lo spunto per la creazione del personaggio stesso di Rat-Man viene da Batman, questa influenza si nota molto soprattutto nelle prime storie, dove Rat-Man viene presentato come un ricco miliardario, con tanto di fedele maggiordomo (Arcibaldo), che di notte veste i panni di un supereroe che lotta contro il crimine (anche se Rat-Man indossa un costume con delle enormi orecchie tonde che ricordano quelle di Topolino), la situazione è chiaramente analoga a quella di Bruce Wayne, l'alter ego di Batman. In realtà però le storie di Rat-Man sono ispirate maggiormente all'universo Marvel e all'Uomo Ragno, a cui Ortolani dedica la prima storia pubblicata sugli albi di Rat-Man Collection, intitolata Legami di sangue!. A tale proposito lo stesso Ortolani ha precisato, spiegando la realizzazione della storia:
Numerosi sono poi gli omaggi e le citazioni di blockbuster o di grandi saghe cinematografiche e televisive, spesso reinterpretate con riferimento alla serie umoristica Rat-Man. Alla serie di Terminator Ortolani rende omaggio con la storia Dal futuro!, nella storia Cinzia la barbara! l'ambientazione e i personaggi richiamano quelli di Conan il barbaro e in particolare dei fumetti di John Buscema sulle avventure del guerriero cimmero come anche del film Conan il barbaro con Arnold Schwarzenegger, alla saga horror Venerdì 13 rende omaggio con Venerdì 12, Squalo è una parodia del film Lo squalo di Steven Spielberg, La lunga notte dell'investigatore Merlo è una parodia dei personaggi polizieschi alla Marlowe e parte della trama si ispira direttamente al film Casablanca, Guerre stellari è ripreso dalla parodia Star Rats, a Il Signore degli Anelli Ortolani ha dedicato la parodia Il Signore dei Ratti, Avarat si basa sul colossal Avatar di James Cameron, Allen è una parodia dei film Alien e Prometheus di Ridley Scott, invece due storie del ratto sono state dedicate alla graphic novel di Frank Miller 300 e all'omonimo film che ne è stato tratto, rispettivamente 299 e +1, pubblicate su Rat-Man Collection n.62 e 63, in seguito ristampate in un volume unico dal titolo 299+1, Il grande Magazzi è un omaggio alle saghe di Harry Potter e Twilight, The Walking Rat è una parodia della serie televisiva The Walking Dead e dell'omonima serie a fumetti, La gladiatora è una parodia del film Il gladiatore di Ridley Scott, alla serie di film di Rambo Ortolani ha dedicato le due storie Ratto e Ratto II - La vendetta, pubblicate su Rat-Man Collection n.70 e 71 e in seguito ristampate in un volume unico dal titolo Ratto, a I mercenari - The Expendables di Sylvester Stallone sono dedicate le quattro storie I Sacrificabili, E qualcuno morirà, I Dimenticati e Battaglia a Gerusalemme (che compongono la Quadrilogia dei Sacrificabili), pubblicate su Rat-Man Collection n.82-85, la miniserie Matana è un omaggio agli spaghetti western, Night-Man è un omaggio alla serie di film horror Nightmare, la miniserie Gli Infallibili è una parodia della serie TV britannica degli anni Sessanta Agente Speciale e del suo sequel Gli infallibili tre del decennio successivo, solo per citarne alcuni.

### Stile di disegno
Lo stile di disegno di Ortolani si evolve dalle prime strisce e storie pubblicate da autore indipendente, alle ultime pubblicate per l'editore Panini: resta comunque un disegno di tipo umoristico, molto legato alla forma di fumetto della striscia. Una caratteristica dei suoi personaggi è il cosiddetto "muso di scimmia".
I suoi fumetti a sfondo supereroistico riprendono e si ispirano chiaramente alle opere di Jack Kirby, riuscendo al contempo a rendere omaggio all'autore e a non uscire dal contesto umoristico, accorpando aspetti epici a storie in cui l'elemento grottesco e ridicolizzante sono preponderanti.
La prestigiosa rivista statunitense The Jack Kirby Collector (che da anni studia il lavoro di Kirby) lo ha più volte indicato come uno dei migliori eredi del "Re".
In alcune storie, sempre a scopo parodistico, Ortolani riprende anche stili di altri autori: ad esempio in Cinzia la barbara! quello dei fumetti di Conan il barbaro di John Buscema, in 299+1 quello di 300, di Frank Miller, o in Yellow! il fumetto manga.
Sempre allo stile di Frank Miller, in particolare a Il ritorno del Cavaliere Oscuro, si è ispirato Ortolani anche nella realizzazione de "Il Rat-Man" (quello con l'articolo), il personaggio brutale e muscoloso in cui si trasforma Rat-Man in alcune occasioni, protagonista di diverse storie e della saga finale della serie.

## Rat-Man
Il supereroe Rat-Man, alter ego di Deboroh La Roccia, ha esordito nel 1989 su un supplemento della rivista L'Eternauta. Il personaggio è stato accolto con successo da pubblico e critica diventando in pochi anni un fenomeno di culto in Italia e considerato uno dei personaggi più riusciti del panorama fumettistico italiano. Rat-Man è nato inizialmente come parodia di Batman in occasione dell'uscita del film omonimo al cinema. L'autore ha però nel tempo approfondito la personalità del personaggio all'interno di trame più complesse e articolate nelle quali il protagonista ha acquisito varie sfaccettature divenendo per alcuni aspetti un eroe tragico che riesce efficacemente a incarnare l'uomo comune. Nel 2001 un sondaggio condotto fra i clienti di librerie specializzate lo ha eletto come il miglior personaggio dei fumetti dell'anno, davanti a personaggi come Dylan Dog, Tex e Diabolik. Dalla sua serializzazione nel 1997, Rat-Man è arrivato a vendere più di 30 000 copie a numero e nel 2003 ha fatto parte della collana "I Classici del Fumetto" edita dal quotidiano La Repubblica.

## Partecipazioni a eventi
- RiminiComix 1999
- Lucca Comics and Games 2005
- Lucca Comics and Games 2007
- Lucca Comics and Games 2008
- Comicon 2009, Sede Castel Sant Elmo, Napoli
- Lucca Comics and Games 2009
- Lucca Comics and Games 2010
- Lucca Comics and Games 2012[126]
- Lucca Comics & Games 2013
- Cartoomics 2014
- Etnacomics 2014
- Torino Comics 2015
- Napoli Comicon 2017
- Lucca Comics and Games 2017
- Lucca Comics and Games 2018
- Comics Fest 2019 (Villafranca di Verona)
- Lucca Comics and Games 2019
- Lucca Changes 2020[127]
- Lucca Comics and Games 2021[128]
- Lucca Comics and Games 2022[129]
- Best Movie Comics and Games 2023[130]
- Lucca Comics and Games 2023[131]
- Best Movie Comics and Games 2024[132]
- Lucca Comics and Games 2024[133]

## Premi e riconoscimenti
In questa sezione sono elencati tutti i premi e i riconoscimenti vinti da Ortolani, tratti dal sito ufficiale di Rat-Man.

### Autore
- 1996 – Premio Fumo di China come "miglior autore umorista"
- 1997 – Premio speciale della giuria dell'INCA come "miglior giovane autore"
- 1998 – Premio Fumo di China come "miglior sceneggiatore"
- 1998 – Premio Fumo di China come "miglior autore completo"
- 2000 – Premio Fumo di China come "migliore autore umoristico completo 2000"
- 2001 – Premio U Giancu come "autore umoristico"
- 2002 – Premio INCA PRO come "miglior sceneggiatore"
- 2003 – Romics d'Oro
- 2004 – ComicUS Prize come "miglior scrittore italiano"
- 2004 – ComicUS Prize come "miglior altro disegnatore"
- 2004 – Premio Italia come "operatore artistico"
- 2005 – ComicUS Prize come "migliore scrittore italiano"
- 2005 – Premio Fumo di China 2005 come "miglior autore completo"
- 2006 – ComicUS Prize come "miglior autore completo italiano"
- 2006 – Premio Jacovitti come "migliore autore unico"
- 2007 – ComicUS Prize come "miglior autore completo italiano"
- 2008 – Premio XL[135]
- 2008 – Premio XL come "migliore autore"[136]
- 2009 – ComicUS Prize come "miglior autore unico italiano"
- 2009 – Premio XL
- 2012 – Premio Leone di Narnia Fumetto come "migliore scrittore"
- 2013 – ComicUS Prize come "migliore scrittore italiano"
- 2013 – Premio Leone di Narnia Fumetto come "migliore scrittore"
- 2014 – Inserimento nella "Via dei Comics" di Lucca[137]
- 2017 – Premio Spazio Cinema per "aver messo a disposizione la propria arte per condividere le attività della missione VITA con l’astronauta Paolo Nespoli e più in generale la diffusione della cultura scientifica"

### Fumetti e cartoni animati
- 1990 – Premio Spot per la "migliore sceneggiatura" a Rat-Man
- 1998 – Premio INCA Winter '98 per la "migliore serie del 1997" a Rat-Man Collection
- 1998 – Premio Micheluzzi per la "migliore serie o miniserie italiana" a Rat-Man Collection
- 1998 – Premio Bonaventura per la "miglior serie umoristica del 1998" a Rat-Man Collection
- 2000 – Premio INCA Winter '00 per la "migliore sceneggiatura" a Le origini! (Rat-Man Collection n. 14)
- 2000 – Premio Micheluzzi per la "migliore serie italiana" a Rat-Man Collection
- 2001 – Pulcinella Net Award al cortometraggio in Flash di Venerdì 12
- 2001 – Premio INCA Winter '00 per la "migliore serie del 2000" a Rat-Man Collection
- 2001 – Premio INCA Winter '00 per il "miglior soggetto del 2000" a Niente è per sempre (Rat-Man Collection numeri 17-20)
- 2002 – Premio INCA PRO per il "miglior fumetto" a Rat-Man
- 2002 – Premio Fumo di China per la "miglior storia" a Le ombre dei padri... (Rat-Man Collection n. 29)
- 2003 – Premio Attilio Micheluzzi per la "migliore serie regolare" a Rat-Man Collection
- 2004 – ComicUS Prize per il "miglior altro fumetto italiano" a Rat-Man Collection
- 2004 – ComicUS Prize per la "miglior altra ristampa" a Tutto Rat-Man
- 2004 – Premio Fumo di China per il "miglior episodio di serie per il fumetto umoristico" a La fuga di Rat-Man (Rat-Man Collection n. 41)
- 2004 – Premio Fumo di China per la "migliore serie umoristica" a Rat-Man Collection
- 2005 – ComicUS Prize per il "miglior fumetto italiano da edicola" a Rat-Man
- 2005 – Premio AYAAK! per la "migliore serie a fumetti non Bonelli" a Rat-Man
- 2006 – Premio Attilio Micheluzzi per la "migliore serie umoristica" a Rat-Man Collection
- 2007 – ComicUS Prize per il "miglior altro fumetto italiano" a Rat-Man
- 2008 – Premio Attilio Micheluzzi per la "migliore serie a fumetti umoristica" a Rat-Man
- 2009 – ComicUS Prize per il "miglior altro fumetto italiano" a Rat-Man
- 2010 – Premio Attilio Micheluzzi per la "miglior serie dal disegno non realistico" a Rat-Man
- 2011 – Premio Fede a Strisce alla quadrilogia dei Sacrificabili
- 2013 – ComicUS Prize per il "miglior altro fumetto italiano" a Rat-Man
- 2017 – Premio "Attilio Micheluzzi 2017" presso il "Napoli Comicon 2017" Miglior Sceneggiatore per Rat-Man nn. 113 a 117 – Panini Comics -[138]
- 2022 – Premio Nazionale di Divulgazione Scientifica Giancarlo Dosi 2022 nella sezione speciale “Libri di divulgazione per ragazzi” per Apollo credici.

### Personaggi
- 1997 – Premio INCA per il "miglior personaggio maschile non protagonista" al Dottor Destino (L'immutabile destino, Rat-Man Collection n. 2)
- 1998 – Premio INCA Winter '98 per il "miglior personaggio femminile" a Erinni (Rat-Man vs. Erinni)
- 2001 – Premio per il "migliore personaggio italiano" a Rat-Man[139]
- 2002 – Premio Fumo di China per il "miglior personaggio umoristico" a Giuda (Venerdì 12)
- 2002 – Premio IF come "miglior personaggio dell'anno" a Rat-Man
- 2002 – Premio INCA per il "miglior personaggio maschile non protagonista" a Brakko
- 2002 – Premio INCA per il "miglior personaggio femminile non protagonista" alla Gatta
- 2002 – Premio Fumo di China per il "miglior personaggio del fumetto umoristico" a Rat-Man
- 2014 – Etna Comics Award per il "miglior personaggio comico" a Rat-Man

## Opere

### Fumetti

#### Serie e miniserie
- Le meraviglie (1994-1996)
- Rat-Man[140]
  - Rat-Man, serie autoprodotta (1995-1997)
  - Rat-Man Collection (1997-2017)
  - Tutto Rat-Man (2002-2019)
  - Rat-Man Color Special (2004-2015)
  - Rat-Man gigante (2014-2023)
  - Rat-Man Saga (2022)
- Gli intaccabili (1995)
- Venerdì 12 (1996-2004)
- Star Rats (2020)
- Matana (2021)
- Night-Man (2022)
- Gli Infallibili (2024)
- L'Anello dei Ratti (2025)

#### Strisce
- Clan (1991-1994)
- L'ultima burba (1993-2012)
- Quelli di Parma (1993-1997)
- Sturmtruppen (1998), disegni di Clod
- Comixisters (2005)[141]
- CineMAH (2012-in corso)
- L'incredibile Ik (2014)[142]
- School Trek (2016)[143]

#### Albi e volumi speciali
- Squalo, Scandiano, Edizioni Bande Dessinée, 1996.
- La lunga notte dell'investigatore Merlo, Modena, Cult comics, 2001 (ma 1997); Modena, Panini Comics, 2013.
- Rat-Man vs. Erinni: Il bacio della morte, supplemento a BD Comics n. 12, Scandiano, Edizioni Bande Dessinée, 1997.[144]
- Rat-Man il grande, Modena, Cult comics, 1998.
- Rat-Man contro i Supereroi, Modena, Marvel Italia, 1999.
- Rat-Man il mitico, Modena, Cult comics, 1999.
- Star Rats, Modena, Marvel Italia, 1999.
- Il Signore dei Ratti, Modena, Panini Comics, 2004.
- Star Rats. Episodio 1. Una grande minaccia, Modena, Panini Comics, 2011 (ma 2005).
- Il Rat-Man enigmistico, Modena, Panini Comics, 2009.
- Rat-Man: Vent'anni senza condizionale, Napoli, COMICON Edizioni, 2009.
- 299+1, Modena, Panini Comics, 2009.
- Avarat [Fumetto in 3D], Modena, Panini Comics, 2010.
- Avarat 2 [Fumetto in 3D], Modena, Panini Comics, 2010.
- The Art of the Rat, Modena, Panini Comics, 2011.
- Rat-Man - L'agenda della morte, Modena, Panini Comics, 2012.[145]
- Allen, Modena, Panini Comics, 2012.
- L'artista, Modena, Panini Comics, 2013.[146]
- Ratolik, Modena, Panini Comics, 2013.
- La salita!, Modena, Panini Comics, 2014.[147]
- Star Rats. Episodio 2. Una rottura di cloni, Modena, Panini Comics, 2014.
- La notte dei ratti viventi, Modena, Panini comics, 2015.[148][149][150]
- Star Rats. Episodio 3. La vendetta colpisce ancora, Modena, Panini Comics, 2015.
- Il Grande Magazzi, Modena, Panini comics, 2015.
- Ratto, Modena, Panini Comics, 2016.
- The Walking Rat, Modena, Panini Comics, 2016.
- Rat-Man - La fine! Omnibus, Modena, Panini Comics, 2017.
- C'è spazio per tutti, Modena, Panini Comics, 2017.
- OH! Il libro delle meraviglie, Milano, Bao, 2017.
- Ratboy, Modena, Panini comics, 2018.
- L'inconcepibile Rat-Man, Modena, Panini comics, 2018.
- Cinzia, Milano, Bao, 2018.
- L'inarrivabile Rat-Man, Modena, Panini comics, 2019.
- Luna 2069, Milano, Feltrinelli Comics, 2019.
- Dinosauri che ce l’hanno fatta, Roma-Bari, Laterza, 2020.
- Andrà tutto bene, Milano, Feltrinelli Comics, 2020.
- L'inafferrabile Rat-Man, Modena, Panini comics, 2020.
- Bedelia, Milano, Bao, 2020.
- Rango, Modena, Panini Comics, 2021.
- Noi siamo i Fantastici Quattro, Modena, Panini Comics, 2021.
- Blu tramonto, Milano, Feltrinelli Comics, 2021.
- Comics&Science volume 1, Milano, Feltrinelli Comics, 2022 (con Federico Bertolucci, Diego Cajelli, Giovanni Eccher, Claudia Flandoli, Giuseppe Palumbo, Gabriele Peddes, Sergio Ponchione, Andrea Scoppetta, Tuono Pettinato e Zerocalcare).
- Musa, Milano, Feltrinelli Comics, 2022.
- Tarocchi, Milano, Feltrinelli Comics, 2023.
- Trentennial Park, Modena, Panini Comics, 2024.
- Zodiaco, Milano, Feltrinelli Comics, 2024.

### Libri
- Due figlie e altri animali feroci. Diario di un'adozione internazionale, Milano, Sperling & Kupfer, settembre 2011, ISBN 978-88-200-5129-7.
- Apollo credici. Un game book spaziale, scritto da Luca Perri e Adrian Fartade, Novara, De Agostini, ottobre 2021, ISBN 978-88-5119-647-9.

### Copertine
- Made in USA n. 4, Maurizio Edizioni, giugno 1991[151]
- I Fantastici Quattro n. 103 (Made in USA n. 7), Maurizio Edizioni, ottobre 1992
- I Fantastici Quattro n. 104 (Made in USA n. 8 ), Maurizio Edizioni, marzo 1993
- I Fantastici Quattro n. 105 (Made in USA n. 9), Maurizio Edizioni, novembre 1993
- I Fantastici Quattro n. 106 (Made in USA n. 10), Maurizio Edizioni, novembre 1994
- Bubizine n. 4, autunno 1996
- L'isola che non c'è n. 9, Edizioni Comica, febbraio 1997
- Ganesh n. 7, Pari Comics, marzo 1998
- Wiz n. 30, Marvel Italia, aprile 1998
- Mumble… mumble n. 1, Lo Vecchio, febbraio 1999
- Anteprima n. 97, Edizioni PAN, settembre 1999
- Fumo di China n. 90, Edizioni Cartoon Club, maggio 2001
- Fumo di China n. 126, Edizioni Cartoon Club, gennaio 2005
- Anteprima n. 178, Edizioni PAN, giugno 2006
- Anteprima n. 200, Edizioni PAN, aprile 2008
- Mono n. 8, Tunué, aprile 2010
- Anteprima n. 231, Edizioni PAN, novembre 2010
- Capitan America n. 42 Marvel NOW! n. 6, Panini Comics, novembre 2013 (copertina variant)
- Geppo. Il buon diavolo, su Sorrisi di china n. 1, RW Edizioni, novembre 2013 (copertina variant)
- Anteprima n. 269, Edizioni PAN, gennaio 2014
- FilmTV n. 1103, Editore Tiche Italia, marzo 2014
- Nonna Abelarda. Il ritorno di Nonna Abelarda, su Sorrisi di china n. 3, RW Edizioni, maggio 2015 (copertina variant)
- L'elenco telefonico degli accolli, BAO Publishing, settembre 2015 (copertina variant)
- Orfani: Nuovo mondo n. 1 (L'aliena), Sergio Bonelli Editore, ottobre 2015 (copertina variant)[152][153]
- Lo chiamavano Jeeg Robot, La Gazzetta dello Sport, febbraio 2016 (copertina variant)[154]
- Batman v Superman, Best Movie, marzo 2016 (copertina variant)
- Linus n. 612, Baldini+Castoldi, maggio 2016[155]
- Cronaca di Topolinia n. 26, novembre 2018[156]
- Super Tits Collection n. 1, novembre 2019 (copertina variant)[157]
- Fantastici Quattro: Speciale anniversario, Panini Comics, dicembre 2021 (copertina variant)

## Filmografia

### Sceneggiatore
- Rat-Man - Serie TV animata (Rai 2, 2006)
- Rat-Man - Il segreto del supereroe, regia di Massimo Montigiani (2007)
- Elf Me, regia del duo YouNuts! (2023)